# Auto Motor und Sport
Az Auto motor und sport (ISSN 0005-0806), gyakran használt rövidített formájában AMS egy vezető német autós lap, kéthetenkénti megjelenéssel. A Motor Presse Stuttgart adja ki, a specialist magazine publisher that is 59.9% owned by the publishing house Gruner + Jahr.

## Története és jellemzői
Az eredetileg Freiburgban megjelent AMS-t három férfi hozta létre, akik közül ketten autóversenyzők, Paul Pietsch és Ernst Troeltsch. Társuk a kezdetekkor Joeef Hummel üzletember volt.
Az egyszerűen "Das Auto" címet kapott első szám 1946. karácsonyán jelent meg, az ára pedig 1,50 RM volt. Szerkesztője, nagyrészt pedig egyben írója is F.A.L. Martin volt, aki az USA-ban végbemenő autóipari újdonságokkal dobta fel a híreket. A Jeep egy kétoldalas írásban kapott helyet, ami akkor egy olyan szó volt, „mely a szótárakban nem szerepelt, de ez jelentette az erdőgazdálkodás és a mezőgazdaság számára az ideális járművet.” További két oldal foglalkozott az atomenergia jövőjével, melyen ott volt négy atomrobbantás megrázó képe is. Végül arra a következtetésre jutottak, hogy a közel jövőben az atomenergia drága előállítása miatt továbbra is olaj fogja meghajtani az akkor közeljövőnek számító időtávban.
A második szám 1947. januárban jelent meg. Ez egy dupla szám volt, melybe belerakták a februári számot is. A döntés mögött a papírfelhasználás racionalizálása állt.
Az 1950-es évekre megnövekedett kereslet miatt át kellett tenni a kiadó központját Stuttgartba. Az 1960-as években az addigi 150.000 példányról 400.000 példányra nőtt a kereslet. Ez jól tükrözte a Nyugat-Németországban regisztrált autók számának változását is. Míg az évtized elején 4,5 millió autó volt nyilvántartásban, addig 1969-re 12,5 millióra nőtt ez a szám. Az olvasótábor, habűr szerényebb ütemben, de  következő két évtizedben is tovább gyarapodott. A legnagyobb példányszámot 1991-ben érték el, 523.387 darabos átlagos értékesítéssel. A XXI. század első évtizedében csökkenő tendenciát lehetett megfigyelni, az eladás 470.000–480.000 szám között volt, de a 2007-es átlagos értékesített példányszám 495.683-ra emelkedett. Az értékesítés nagyjából 9%-a külföldön történt.
2010–2011-ben az átlagos eladott példányszám 406.474 példány volt, ezzel ez lett Európa 9. legnagyobb példányszámú autós magazinja.
1996-ban kiadtak egy speciális emlékpéldányt, melyben egy olyan előfizetőről is beszámoltak, akinek az Auto Motor und Sport összes megjelent száma megvan. 17 éves volt, mikor az oroszok elkobozták édesapja autóját. Egy évvel később megvette a lap első számát. The weight of the first fifty years' copies, stored in his cellar, amounted to just under 400 kg.
2001–2002-ben átlagosan494.000 példányban fogyott.
Ralph Alex és Jens Katemann főszerkesztők 2012-ben vették át Bernd Ostmanntól a lap vezetését, aki ezután is részt vállalt a gyártási folyamatban. 1975. és 1982. között Ferdinand Simoneit volt a lap főszerkesztője.
A Motor Presse Netzwerk minden évben – általában augusztusban – kiadta az Auto Katalogot. 
Az Auto, Motor und Sportnak léteznek  nemzetközi kiadásai is, melyeket Argentínában, Brazíliában, Bulgáriában, Csehországban, Franciaországban, Kínában, Lengyelországban, Magyarországon, Mexikóban, Norvégiában, Portugáliban, Romániában, Spanyolországban, Svájcban, Svédországban, Szlovákiában, és Törökországban lehetett beszerezni.
Egy időben volt egy brit, csak angol nyelven megjelent változat is, mely a "Complete Car" címet kapta.

## Külső hivatkozások
- auto-motor-und-sport.de A Hivatalos honlap